# Rajko Vujadinović
Rajko Vujadinović (serbisch-kyrillisch Рајко Вујадиновић; * 13. April 1956 in Nikšić) ist ein ehemaliger jugoslawischer Fußballspieler.

## Karriere

### Vereine
Vujadinović spielte zunächst von 1975 bis 1977 für FK Sutjeska Nikšić, bevor er zur Saison 1977/78 vom NK Dinamo Zagreb vertraglich an diesen gebunden wurde. Er kam zu Beginn in der Hinrunde in der 1. Jugoslawische Liga zum Einsatz, wurde für die Rückrunde der Saison an den FK Sutjeska abgegeben und zur Hinrunde der Saison 1978/79 zurückgeholt. Die Rückrunde der Saison spielte er für den FK Vojvodina, bevor er erneut mit dem NK Dinamo Zagreb in die neue Saison startete. Von 1980 bis 1984 spielte er erneut für den FK Vojvodina.
Die Möglichkeit, ab dem 27. Lebensjahr ins Ausland zu wechseln, nutzte er und begab sich nach Griechenland. Für den griechischen Erstligisten bestritt er 16 Punktspiele, in denen er drei Tore erzielte; die Saison wurde in einem Teilnehmerfeld von 16 Mannschaften auf Platz 13 beendet. Danach veränderte er sich nach Patras, wo er für den Ligakonkurrenten Panachaiki Gymnastiki Enosi 26 Punktspiele bestritt und vier Tore erzielte, doch der Abstieg in die Zweitklassigkeit konnte der Verein nicht abwenden. Nach nur einer Saison kehrte er mit seinem Verein in die höchste Spielklasse zurück, in der er noch einmal 24 Punktspiele bestritt und fünf Tore erzielte. Mit dem neuerlichen Abstieg in die zweithöchste Spielklasse verließ er den Verein.

### Nationalmannschaft
Vujadinović spielte im Jahr 1978 unter Trainer Otto Barić für die Amateurnationalmannschaft Jugoslawiens im Wettbewerb um den UEFA Amateur Cup. Am 15. Mai erreichte seine Mannschaft – nachdem sie sich zuvor im Halbfinale mit 3:1 im Elfmeterschießen gegen die Amateurnationalmannschaft Deutschlands durchgesetzt hatte – das Finale. In Athen wurde die Amateurnationalmannschaft Griechenlands mit 2:1 n. V. bezwungen.

## Erfolge
- UEFA Amateur Cup-Sieger 1978